# Kira Shyrykina
Kira Shyrykina (en ucraniano: Кіра Ширикіна; Dnipró, 4 de junio de 2008) es una deportista ucraniana que compite en gimnasia rítmica, en la modalidad de conjuntos. Ganó tres medallas en el Campeonato Europeo de Gimnasia Rítmica, en los años 2024 y 2025.

## Palmarés internacional
| Campeonato Europeo | Campeonato Europeo | Campeonato Europeo | Campeonato Europeo         |
| Año                | Lugar              | Medalla            | Prueba                     |
| ------------------ | ------------------ | ------------------ | -------------------------- |
| 2024               | Budapest (Hungría) | Medalla de bronce  | 3 con cinta + 2 con pelota |
| 2025               | Tallin (Estonia)   | Medalla de plata   | 3 con pelota + 2 con aro   |
| 2025               | Tallin (Estonia)   | Medalla de plata   | Equipo                     |